# استارستون (نورفک)
استارستون (به انگلیسی: Sturston) یک روستا و محله مدنی در بریتانیا است که در Breckland District واقع شده‌است. استارستون ۷٫۸۱ کیلومتر مربع مساحت و ۰ نفر جمعیت دارد.